# Alilem

Alilem est une municipalité de 4e classe située dans la province d'Ilocos Sur aux Philippines. Selon le recensement de 2010 elle est peuplée de 6 640 habitants.

## Barangays
Alilem est divisée en 9 barangays.
- Alilem Daya (Poblacion)
- Amilongan
- Anaao
- Apang
- Apaya
- Batbato
- Daddaay
- Dalawa
- Kiat